# Лапин, Игорь Евгеньевич
Игорь Евгеньевич Лапин (17 июня 1948 — 7 октября 1990) — советский хоккеист, защитник, трёхкратный чемпион СССР, мастер спорта СССР.

## Биография
Игорь Лапин начинал играть в хоккей в 1964 году в детско-юношеской спортивной школе московского клуба «Спартак».
В 1965—1970 годах Игорь Лапин выступал за команду «Спартак» (Москва), забросив 9 шайб в 131 матче чемпионата СССР. За это время в составе своей команды он два раза (в 1967 и 1969 годах) становился чемпионом СССР и два раза — серебряным призёром чемпионата СССР. Во время выступлений за московский «Спартак» играл в паре с Владимиром Мигунько и другими защитниками.
В 1970—1976 годах Игорь Лапин выступал за команду «Крылья Советов» (Москва), забросив 17 шайб в 165 матчах чемпионата СССР. В составе «Крыльев Советов» Лапин один раз (в 1974 году) становился чемпионом СССР, один раз — серебряным призёром и один раз — бронзовым призёром чемпионата СССР.
В 1976—1977 годах Игорь Лапин провёл один сезон в составе команды «Химик» (Воскресенск), забросив 5 шайб в 34 матчах чемпионата СССР.
Всего в чемпионатах СССР Лапин провёл 317 матчей и забросил 27 шайб. Выступал за вторую сборную СССР по хоккею.
Игорь Лапин погиб 7 октября 1990 года (по другим данным — в 1987 году). Похоронен на Пятницком кладбище в Москве (3-й участок).

## Достижения
- Чемпион СССР по хоккею — 1967, 1969, 1974[1][2].
- Серебряный призёр чемпионата СССР — 1966, 1968, 1970, 1975[1][2].
- Бронзовый призёр чемпионата СССР — 1973[1].
- Обладатель Кубка СССР — 1970, 1974[2].
- Финалист Кубка СССР — 1967[2].
- Обладатель Кубка европейских чемпионов по хоккею — 1974[1].
- Чемпион Зимней Универсиады — 1972[2][9].